# Cabinet de guerre israélien
Le cabinet de guerre israélien, officiellement gouvernement d'urgence et d'unité, est un cabinet de guerre formé le 11 octobre 2023 pour gérer l'attaque du Hamas contre Israël,, en plus du sixième gouvernement de Benyamin Netanyahou.
Il est autorisé à prendre des décisions concernant la guerre sans passer par la Knesset, le parlement israélien. Les négociations commencent immédiatement après le déclenchement des hostilités. Il se compose du Premier ministre, du ministre de la Défense et d'un chef de camp officiel, Benny Gantz. Il comprend également Gadi Eizenkot et Ron Dermer (en) comme observateurs. Le 17 juin 2024, Benyamin Netanyahou dissout le cabinet de guerre après la démission de Benny Gantz et Gadi Eizenkot quelques semaines plus tôt.

## Membres du cabinet de guerre
| Image | Portefeuille                                    | Titulaire | Titulaire           | Parti                      |
| ----- | ----------------------------------------------- | --------- | ------------------- | -------------------------- |
|       | Premier ministre                                |           | Benyamin Netanyahou | Likoud                     |
|       | Ministre de la Défense                          |           | Yoav Gallant        | Likoud                     |
|       | Ministre sans portefeuille                      |           | Benny Gantz         | Parti de l'unité nationale |
|       | Ministre sans portefeuille, observateur         |           | Gadi Eizenkot       | Parti de l'unité nationale |
|       | Ministre des Affaires stratégiques, observateur |           | Ron Dermer (en)     | Likoud                     |